# Videkornell
Videkornell (Cornus sericea) är en kornellväxtart. Videkornell ingår i släktet korneller, och familjen kornellväxter.

## Underarter
Arten delas in i följande underarter:
- C. s. occidentalis
- C. s. sericea

## Bildgalleri

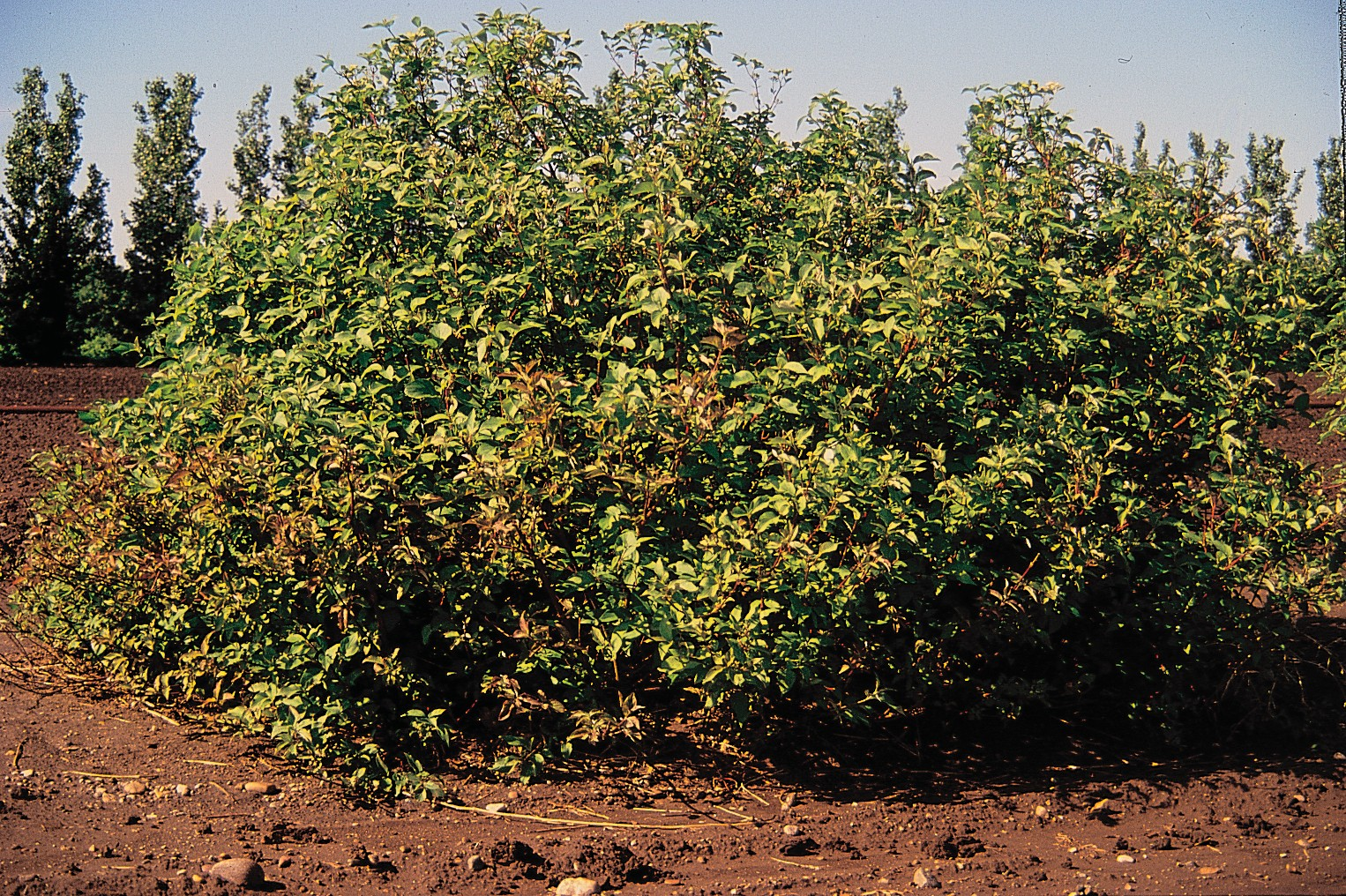
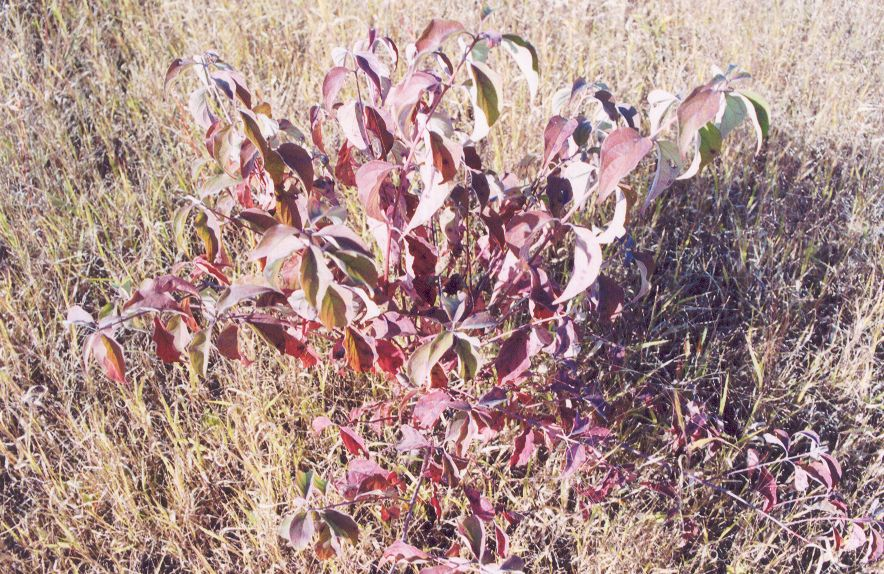
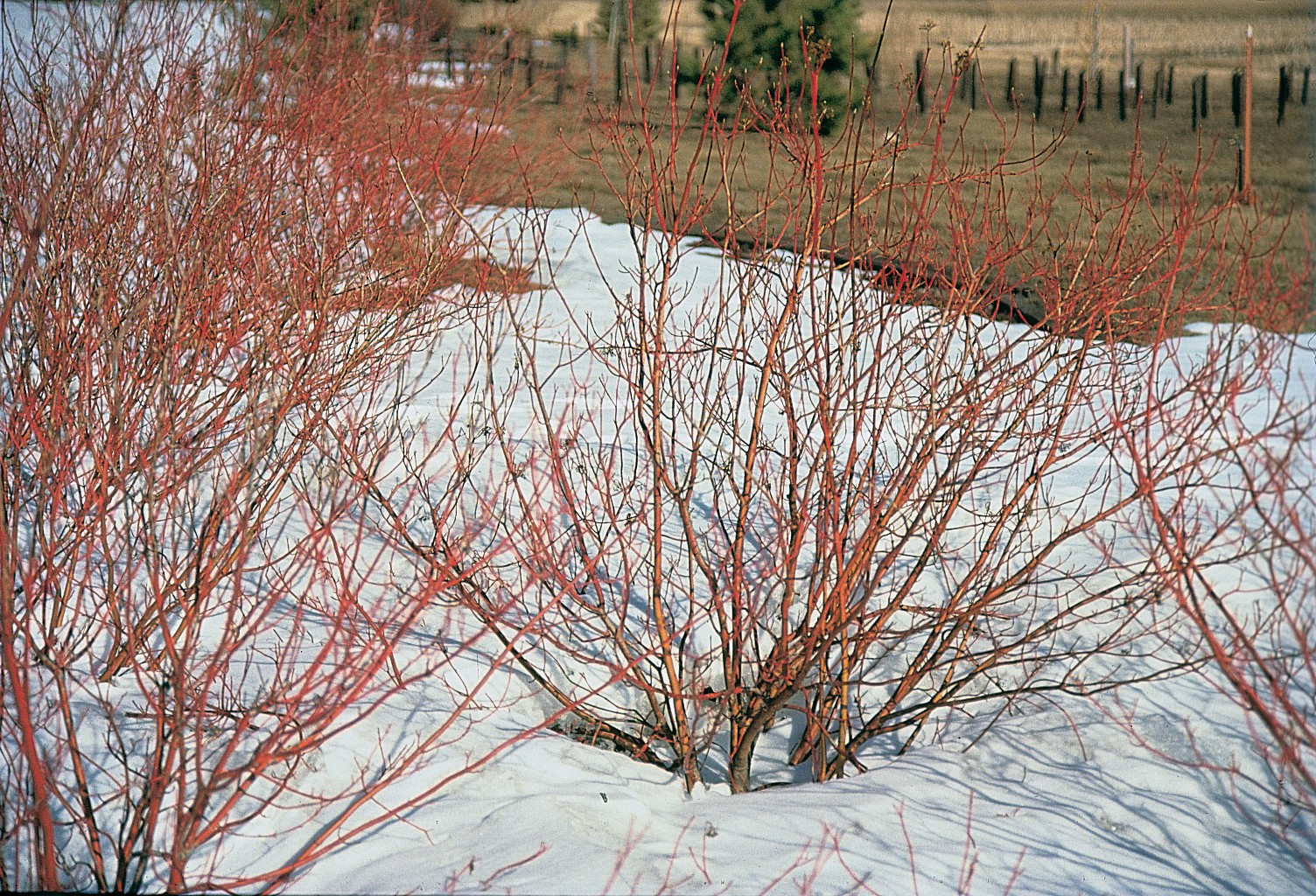
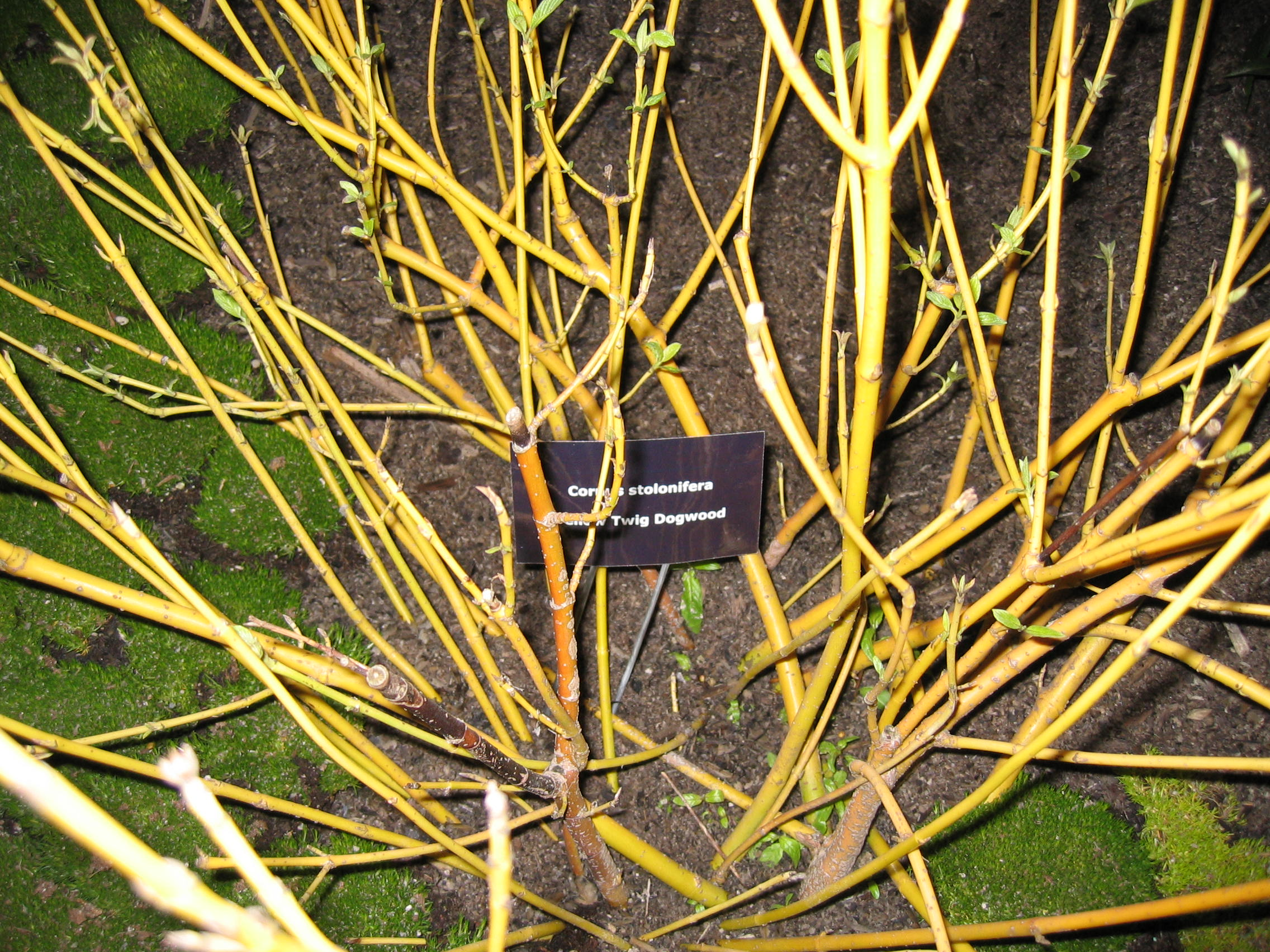
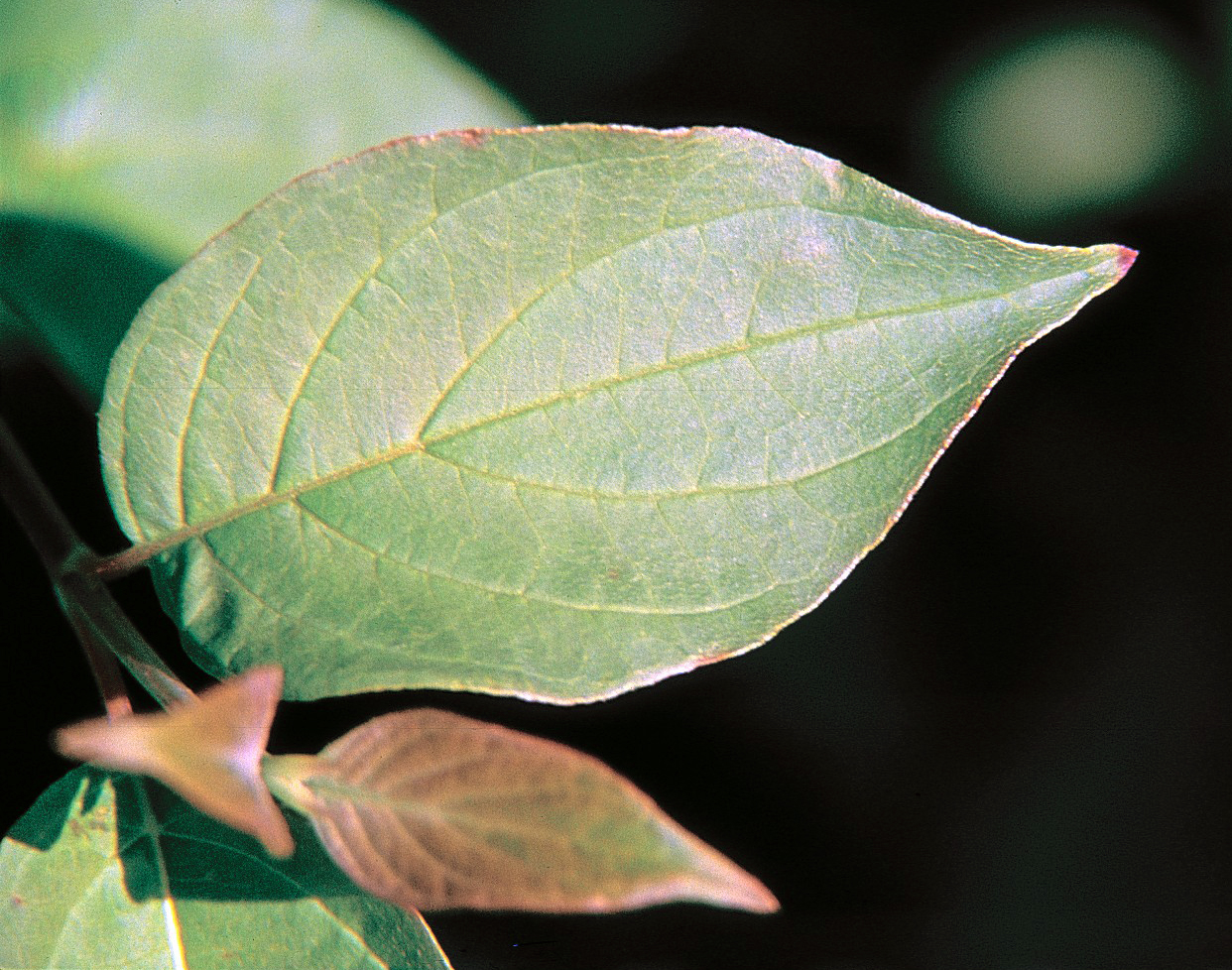
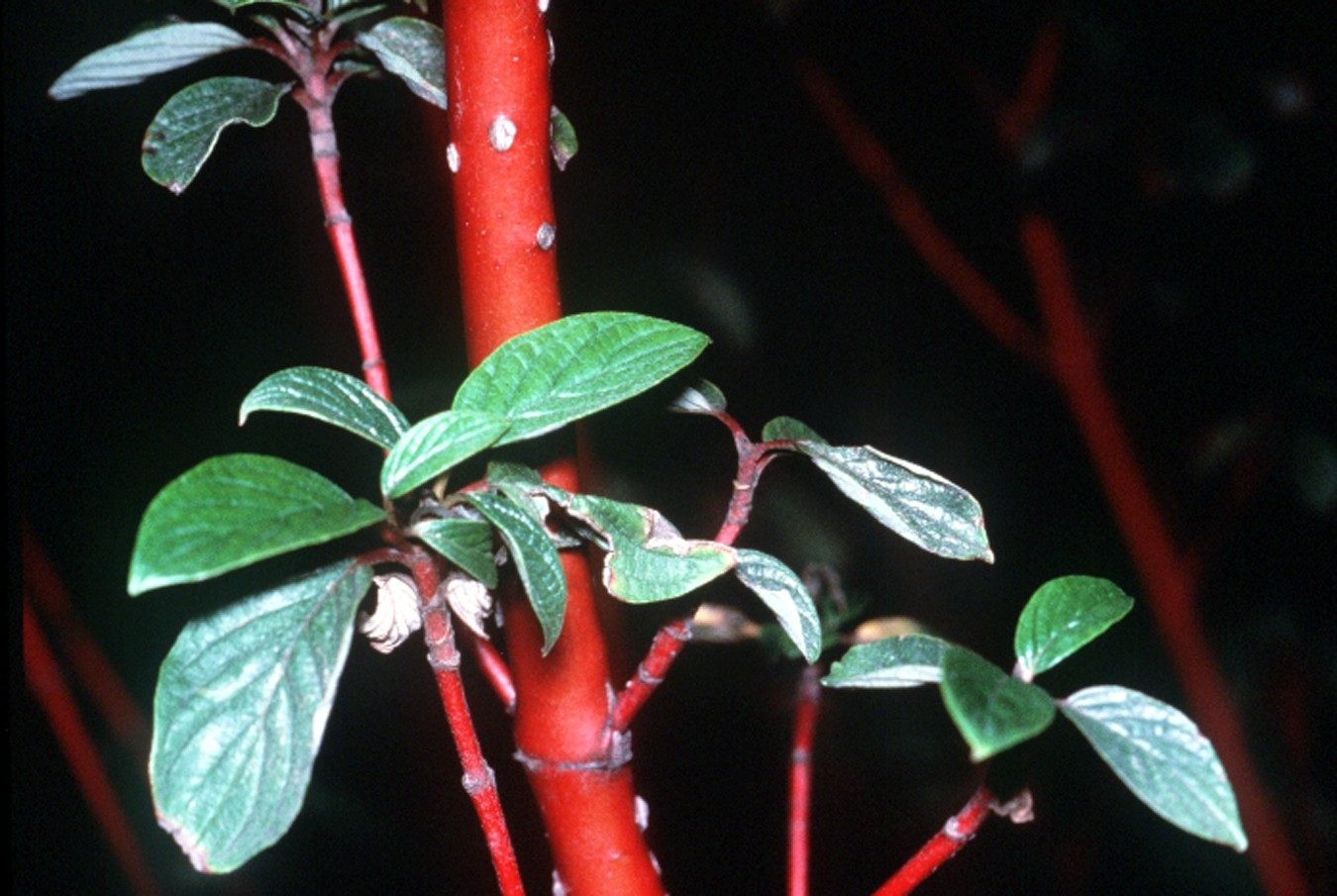